# Jašteričie jazero

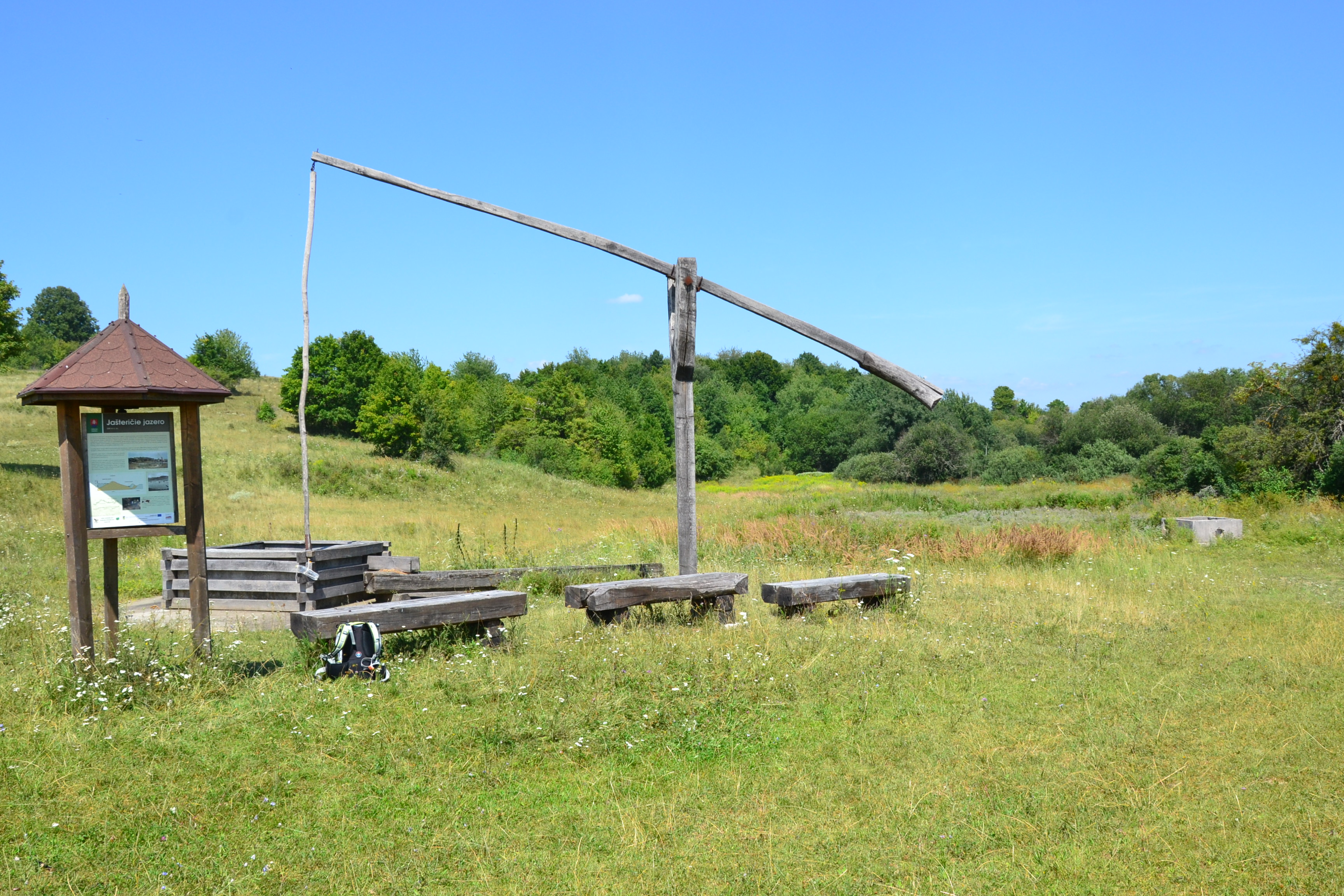
Silická planina – Jašteričie jazero (w głębi), na pierwszym planie studnia

Jašteričie jazero (też: Silické jazero, pol. Jezioro Jaszczurcze, Jezioro Silickie) – okresowe jeziorko krasowe w Krasie Słowacko-Węgierskim, największy tego typu zbiornik wodny na Słowacji.
Znajduje się w zachodniej części Płaskowyżu Silickiego, w obszarze katastralnym wsi Silica, na wysokości 587 m n.p.m., u stóp wzniesienia zwanego Fabiánka (633 m n.p.m.). Misa jeziorna ma kształt dość regularnego owalu o wymiarach 200 × 127 m i powierzchnię 1,22 ha.
Powstało jako wypełnienie niewielkiej ślepej doliny krasowej, której podkład i część zboczy stanowią niekrasowiejące łupki margliste i piaskowce Fabiánki, a pozostałą część zboczy – wapienie tzw. guttensteinskie, dzięki utkaniu szczelin w jego niecce drobnymi nierozpuszczalnymi osadami, zmywanymi ze stoków Fabiánki. W północno-zachodnim zboczu misy jeziorka znajduje się czynny ponor, który odprowadzał z niego nadmiar wody w okresie topnienia pokrywy śniegowej lub dłuższych opadów deszczu. Stanowi on wejście do ciągu Jaskini w ponorze Jeziora Jaszczurczego.
Przy maksymalnych stanach wody zwiększało powierzchnię do 2 ha i osiągało głębokość blisko 3 m. Było wykorzystywane jako wodopój dla bydła wypasanego na łąkach płaskowyżu. Według wspomnień mieszkańców wsi Silica wody było w nim na tyle dużo, że chodzono się do niego kąpać, a jej poziom na tyle ustabilizowany, że żyły w nim ryby (karpie). Jeszcze w l. 70. ub. wieku utrzymywała się tu stała tafla wody. Z czasem woda w jeziorze została mocno zanieczyszczona chemicznie (spływ nawozów sztucznych i gnojowicy, używanych do nawożenia okolicznych łąk), bez wyższych form życia. Zawierała zwłaszcza znaczną ilość związków azotu (amoniak). W latach 90. XX w. nastąpił gwałtowny ubytek wody z jeziora - istnieją przypuszczenia, że mogło to być związane z prowadzoną w tym czasie eksploatacją wspomnianej wyżej jaskini. Stałe lustro wody ograniczyło się jedynie do południowego fragmentu dawnej misy jeziornej, która i tak zarasta rzęsą i roślinnością wodną. Pozostała część misy jeziornej zarosła roślinnością trawiastą i krzaczastą.
Od roku 1993 dawna misa jeziorna jest już praktycznie bez wody. W 2014 r. wypełniała się ona w części wodą jedynie wiosną po stopnieniu śniegu lub po większych opadach, a i to na krótko. Była miejscem rozrodu ropuchy szarej, rzekotki drzewnej i kilku gatunków traszek.
Latem 2018 r. wody w jeziorku zupełnie nie było, a jego misa była całkowicie zarośnięta. Woda była natomiast w znajdującej się obok jeziorka dużej studni, nad którą wznosi się być może już ostatni na płaskowyżu drewniany żuraw.